# Doutor Pedrinho
Doutor Pedrinho es un municipio brasileño del estado de Santa Catarina. Tiene una población estimada al 2022 de 3 637 habitantes. Pertenece a la Región metropolitana del Valle de Itajaí.

## Historia
El territorio fue colonizado entre los años 1910 y 1920 por sertanistas brasileños. El 23 de diciembre de 1948, se creó el distrito de Doutor Pedrinho en Benedito Novo, en honor a Aderbal Ramos da Silva (1911-1985), 14º Gobernador de Santa Catarina. Se emancipó como municipio el 4 de enero de 1988, e instalado el 1 de junio de 1989.

## Turismo
El municipio destaca por su turismo ecológico, con cascadas como la Cascada Salto Donner, Cascada Alto Capivari y la Cascada del velo de novia. Además cuenta con las reservas naturales del Santuario Ecológico Nuestra Señora de Fátima y la Reserva Biológica Estatal de Sassafras.